# 爬兰属
爬兰属（学名：Herpysma）是兰科下的一个属，为陆生兰。该属共有2种，分布于尼泊尔与菲律宾。